# Estafisàgria
El matapoll o estafisàgria (Delphinium staphisagria L) és una planta de la família de les ranunculàcies. També se'l coneix amb els noms d'herba de polls, paparra, caparràs i caparrós.
El nom llatí prové de Delphinium, que vol dir: esperó de cavaller, a causa de les seves fulles amb lòbuls en forma de dofí. El nom comú català deriva de l'epítet estafisàgria prové del grec antic: σταφις αγρια, staphis agria o uva selvatge a causa del seu aspecte salvatge. Conté toxines i extrets servien com antiparasitari, concretament dels polls. El nom castellà albarraz prové de l'àrab hább arrás, que significa llavor del cap, a causa de les seves propietats antineuràlgiques.
Com a sinònims es troba Delphinium staphydium (St.-Lag.) i Staphysagria macrosperma (Spach.). També es coneix amb el nom de matapolls l'espècie Daphne gnidium

## Ecologia
Creix habitualment en llocs ombrejats i frescos, en clarianes i espais marginals i formacions pedregoses com ara penya-segats, en un clima mediterrani a baixa-mitjana altitud. És una planta fr la zona mediterrània, des del Marroc fins a Grècia, passant per la península Ibèrica, la Provença, Itàlia, Balears, Còrsega i fins i tot se'n poden trobar al suau clima canari. Als Països Catalans se'n troben amb més concentració a les illes de Mallorca i Eivissa.

## Descripció
La forma vital de Raunkjaer de l'estafisàgria és el nanofaneròfit. És una planta anual o biennal, recta i robusta, que arriba fàcilment al 60-120 cm, i de vegades fins als 2 metres. Té una arrel axonomorfa d'uns 10-40cm amb pèls a la part inferior. La tija, simple, té una pilositat glandulosa. Té unes fulles palmatilobades amb lòbuls profunds i sencers a les fulles superiors i unes petites lobulacions a les inferiors.
Les flors són hermafrodites i estan disposades en forma de raïm amb el periant de color blau intens. Són zigomorfes, tenen cinc sèpals desiguals, pilosos. quatre d'inferior, en parelles i un sèpal posterior amb forma d'esperó molt curt (molt més curt que en altres espècies de delphinium). D'aquests quatre sèpals, dos s'endinsen parcialment a l'interior de l'esperó i els altres dos es disposen horitzontalment, barrant el pas als cinc estams i carpels.
El matapoll té un gineceu amb tres carpels lliures. El fruit és una baia amb tres fol·licles que contenen unes poques granes (dues o tres) negres i molt grosses de 5-8cm, les dimensions més grans del gènere.

## Farmacologia
El matapoll és una planta verinosa tota ella, especialment les llavors. La seva composició és d'un 30-35% d'oli, i un 1.3 d'alcaloides. El més important és la delfinina (accions molts semblants a l'aconitina: cristal·litza amb facilitat, cristalls insolubles a l'aigua amb sabor amarg) encara que en té molts més com ara la delfisina, delfinoidina, estafisagroina, etc. La delfinina, igual que l'aconitina, actua sobre el sistema nerviós central, primer excitant-lo per paralitzar-lo progressivament, sobretot els centres respiratoris, de manera que causa la mort per asfíxia. En petites dosis, per via cutània, causa irritació i inflamació cutània.
Al llarg de la història el seu ús farmacèutic ha passat per moltes fases. Es coneix que els grecs i els romans la feien servir per provocar el vòmit i purgar l'estómac. També se li han atribuït altres virtuts, com ara calmar el mal de queixal fent bullir-hi les llavors en vinagre o curar aftes si es barrejava amb mel.
Molt més tard es va popularitzar el seu ús com a vermicida, tant la pols de la llavor barrejada amb pols de talc escampada per on habitaven els paràsits, com barrejada aquesta mateixa pols de la llavor amb oli o mantega i posant-ho directament al cabell per matar els polls. El matapolls també té dos usos molt comuns: un com a planta ornamental i també alguns països la fan servir per intoxicar peixos a la pesca.